# Claraia
Genre
Claraia est un genre éteint de mollusques bivalves.
Ce genre a vécu du Permien supérieur au Trias inférieur avant de s'éteindre. Claraia a ainsi survécu à la principale extinction massive intervenue dans l'histoire géologique : l'extinction Permien-Trias il y a environ 252 millions d'années.
On le retrouve notamment en Chine, dans l'Utah, à Madagascar et au nord de l'Italie.

## Galerie

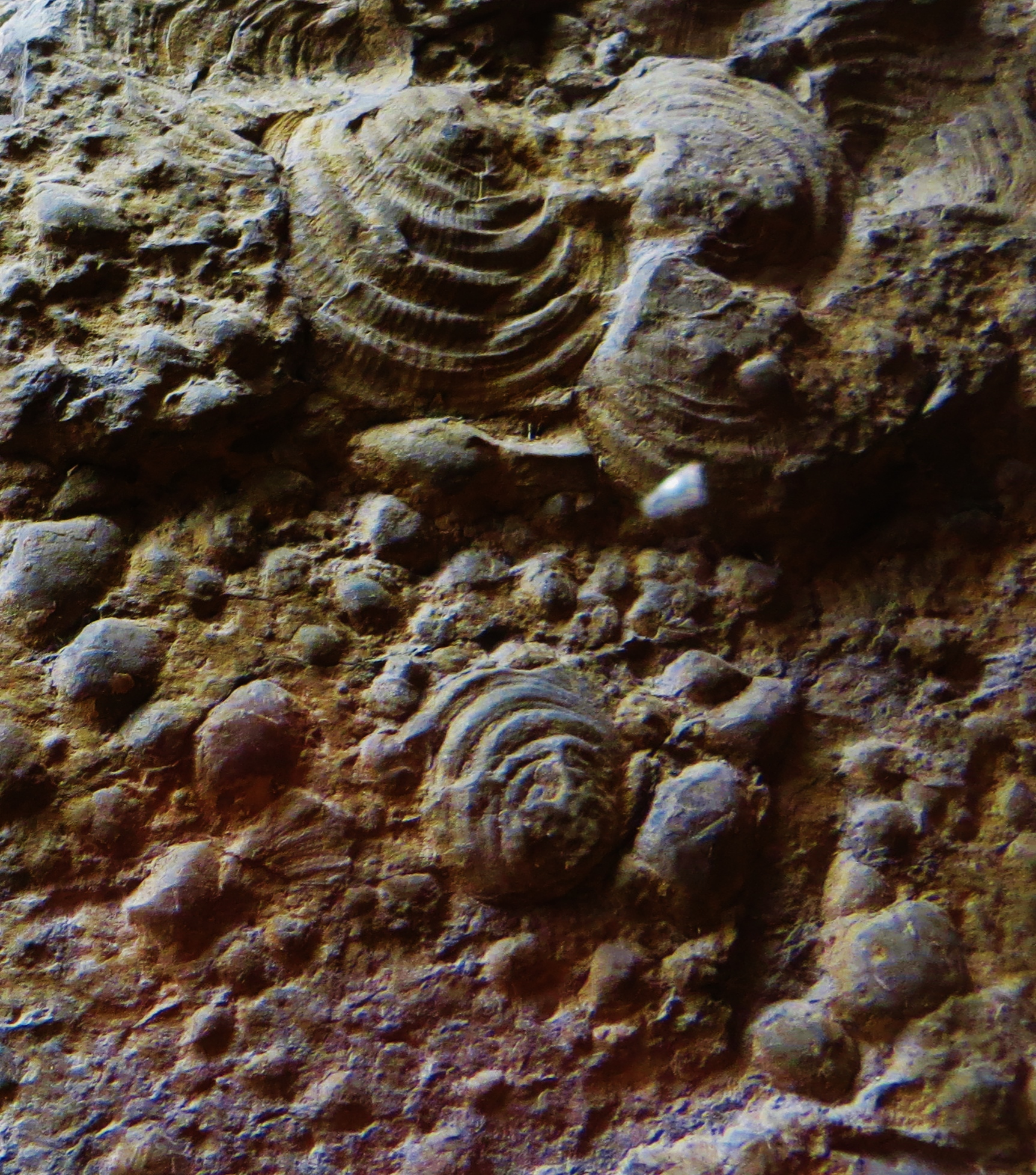
Fossiles de Claraia clarai.
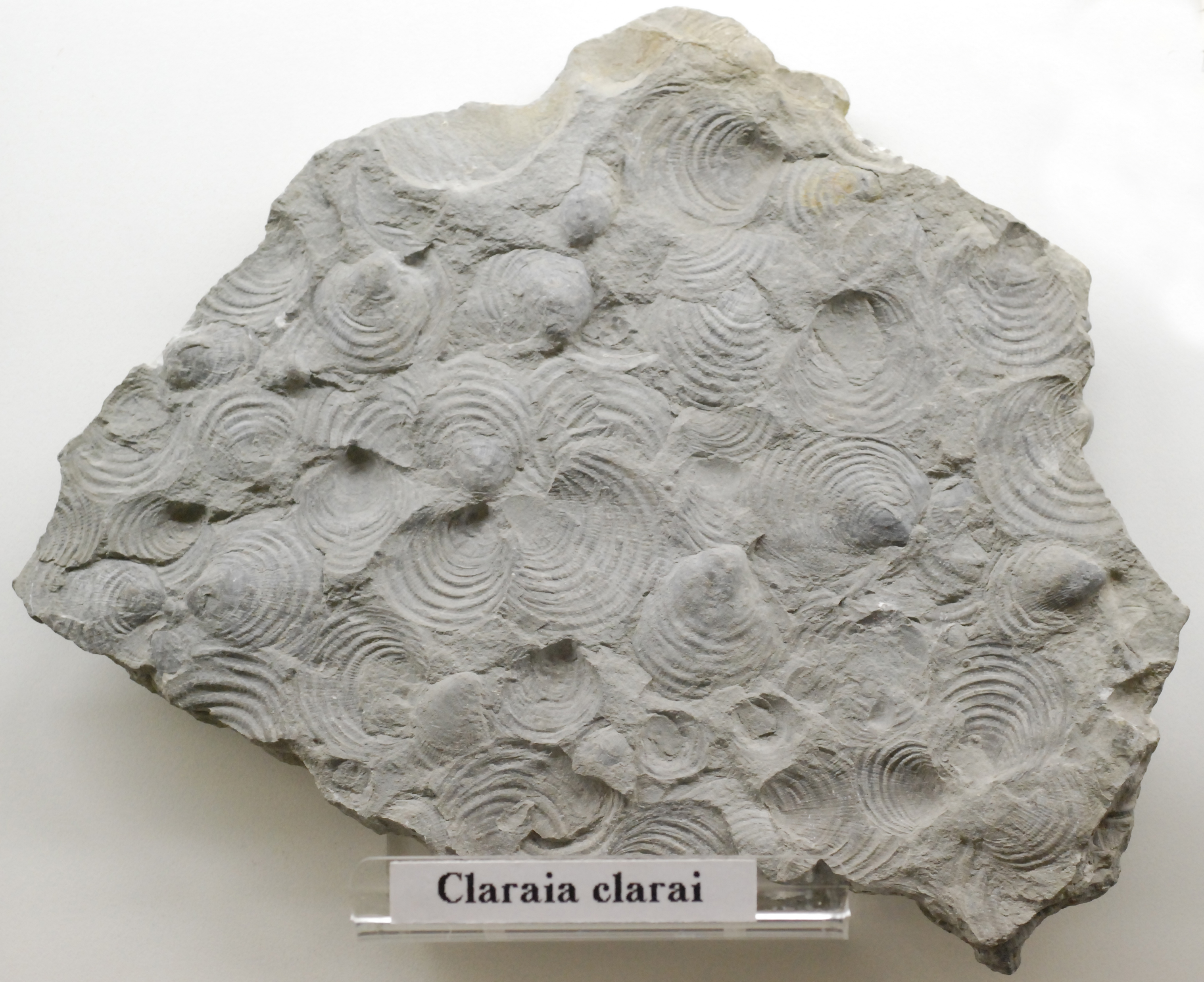
Fossiles de Claraia clarai.
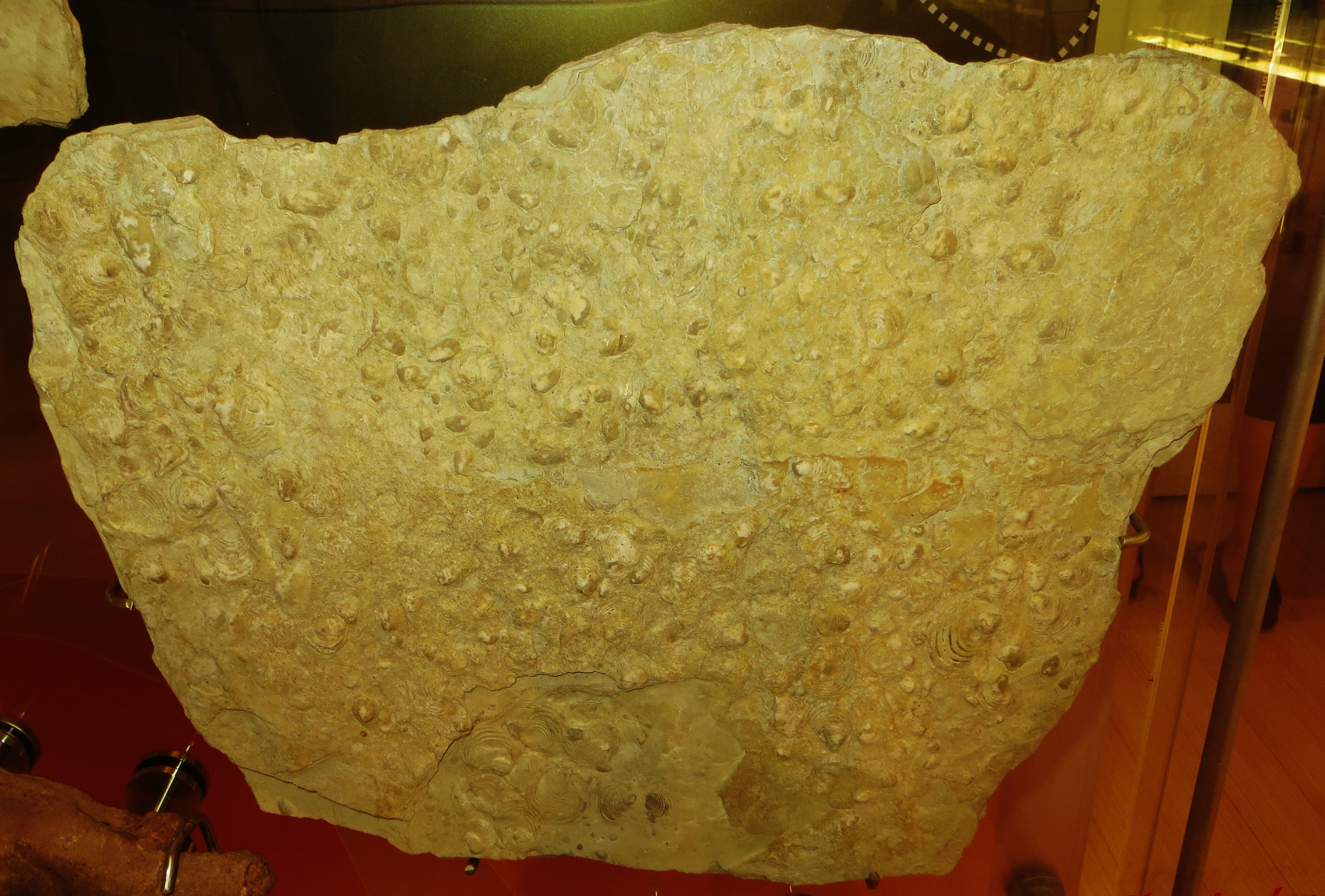
Fossiles de Claraia clarai et Claraia aurita.

## Liste des sous-genres et espèces
Selon Paleobiology Database (12 décembre 2017) :
- sous-genre Claraia (Pteroclaraia)
- Claraia amygdaliformis
- Claraia anulata
- Claraia aurita
- Claraia bioni
- Claraia chakkapaki
- Claraia clarai
- Claraia concentrica
- Claraia dieneri
- Claraia extrema
- Claraia fenghaiensis
- Claraia fukianensis
- Claraia griesbachi[2]
- Claraia guangyuanensis
- Claraia guizhouensis
- Claraia hunanica
- Claraia intermedia
- Claraia jiangyouensis
- Claraia liuqiaoensis
- Claraia longyanensis
- Claraia mulleri
- Claraia pamirensis
- Claraia perthensis
- Claraia posidoniformis
- Claraia pulchella
- Claraia radialis
- Claraia shabaonica
- Claraia stachei
- Claraia stavropolica
- Claraia subwangi
- Claraia vozini
- Claraia wangi
- Claraia zhongzaiensis
- Pseudomonotis (Claraia) extrema
- Pseudomonotis (Claraia) kilenensis